# Danh sách biểu tượng cảm xúc

Hình mặt cười đơn giản

Đây là danh sách các biểu tượng cảm xúc thường xuyên được sử dụng hoặc những miêu tả bằng văn bản về tâm trạng hoặc nét mặt của người viết dưới dạng biểu tượng . Ban đầu, các biểu tượng này bao gồm nghệ thuật ASCII, và sau đó là nghệ thuật Shift JIS cùng với nghệ thuật Unicode. Trong thời gian gần đây, các biểu tượng đồ họa, cả tĩnh và cả động, đã gia nhập cùng các biểu tượng cảm xúc dựa trên văn bản truyền thống; chúng thường được gọi là các emoji.
Biểu tượng cảm xúc (emoticons) thường được chia thành ba nhóm chính: phong cách phương Tây (chủ yếu từ Mỹ và châu Âu) hoặc đọc theo chiều ngang (mặc dù không phải tất cả đều ở dạng ngang); phong cách phương Đông hoặc đọc theo chiều dọc (chủ yếu từ khu vực Đông Á); và phong cách 2channel (ban đầu được sử dụng trên 2channel và các diễn đàn tin nhắn khác tại Nhật Bản). Cách giải thích phổ biến nhất cho những phong cách khác nhau này là tại phương Đông, đôi mắt đóng vai trò chính trong biểu hiện khuôn mặt, trong khi tại phương Tây, cả khuôn mặt thường được sử dụng.

## Phương Tây
Các biểu tượng cảm xúc kiểu phương Tây hầu hết được viết theo chiều từ trái sang phải như thể chiếc đầu được quay ngược chiều kim đồng hồ 90 độ. Người ta thường sẽ nhìn thấy mắt ở bên trái ngoài cùng, tiếp theo là mũi (thường không được bao gồm) và sau đó là miệng. Thông thường, dấu hai chấm được sử dụng làm mắt của khuôn mặt, trừ phi nháy mắt mà trong trường hợp đó, dấu chấm phẩy được sử dụng. Tuy nhiên, dấu bằng, số 8, hoặc chữ cái in hoa B cũng được sử dụng để biểu thị con mắt bình thường, mắt mở rộng hoặc những người đeo kính. Các biểu tượng cho miệng khác nhau, ví dụ: ")" cho khuôn mặt cười hoặc "(" cho khuôn mặt buồn. Người ta cũng có thể thêm "}" sau ký tự miệng để biểu thị bộ râu.
| Biểu tượng     | Biểu tượng     | Biểu tượng     | Biểu tượng     | Biểu tượng     | Biểu tượng     | Biểu tượng     | Biểu tượng     | Biểu tượng     | Biểu tượng     | Emoji        | Ý nghĩa                                                                |
| -------------- | -------------- | -------------- | -------------- | -------------- | -------------- | -------------- | -------------- | -------------- | -------------- | ------------ | ---------------------------------------------------------------------- |
| :‑) :)         | :-] :]         | :-> :>         | 8-) 8)         | :-} :}         | :o)            | :c)            | :^)            | =]             | =)             | ☺️🙂😊😀😁   | Biểu tượng Smiley, gương mặt hạnh phúc                                 |
| :‑D :D         | 8‑D 8D         | =D             | =3             | B^D            | c:             | C:             | C:             | C:             | C:             | 😃😄😎       | Cười, nụ cười toe toét, mỉm cười với kính                              |
| x‑D xD         | X‑D XD         | X‑D XD         | X‑D XD         | X‑D XD         | X‑D XD         | X‑D XD         | X‑D XD         | X‑D XD         | X‑D XD         | 😆😂         | Cười ngoác                                                             |
| :-))           | :-))           | :-))           | :-))           | :-))           | :-))           | :-))           | :-))           | :-))           | :-))           |              | Rất vui mừng hoặc cằm chẻ                                              |
| :‑( :(         | :‑c :c         | :‑< :<         | :‑[ :[         | :-\|\|         | :-\|\|         | :{             | :@             | :(             | ;(             | ☹️🙁😞😟😣😖 | Chau mày, buồn rầu, bĩu môi                                            |
| :'‑( :'(       | :=(            | :=(            | :=(            | :=(            | :=(            | :=(            | :=(            | :=(            | :=(            | 😢😭         | Khóc                                                                   |
| :'‑) :')       | :"D            | :"D            | :"D            | :"D            | :"D            | :"D            | :"D            | :"D            | :"D            | 🥲🥹😂       | Nước mắt hạnh phúc                                                     |
| >:(            | >:[            | >:[            | >:[            | >:[            | >:[            | >:[            | >:[            | >:[            | >:[            | 😠😡         | Giận dữ                                                                |
| D‑':           | D:<            | D:             | D8             | D;             | D=             | DX             | DX             | DX             | DX             | 😨😧😦😱😫😩 | Hoảng sợ, kinh tởm, buồn bã, mất tinh thần (từ phải sang trái)         |
| :‑O :O         | :‑o :o         | :-0 :0         | 8‑0            | >:O            | =O =o          | =0             |                |                |                | 😮😯😲       | Ngạc nhiên, sốc                                                        |
| :-3 :3         | =3             | x3 X3          | x3 X3          | x3 X3          | x3 X3          | x3 X3          | x3 X3          | x3 X3          | x3 X3          | 😺😸🐱       | Mặt mèo, uốn lưỡi, đáng yêu, vui tươi, tinh nghịch                     |
| >:3            | >:3            | >:3            | >:3            | >:3            | >:3            | >:3            | >:3            | >:3            | >:3            | 😼           | Con hổ mỉm cười, con mèo độc ác                                        |
| :-* :*         | :×             | :×             | :×             | :×             | :×             | :×             | :×             | :×             | :×             | 😗😙😚😘😍   | Hôn                                                                    |
| ;‑) ;)         | *-) *)         | ;‑] ;]         | ;^) ;>         | :‑,            | ;D             | ;3             | ;3             | ;3             | ;3             | 😉😜😘       | Nháy mắt, cười khẩy                                                    |
| :‑P :P         | X‑P XP         | x‑p xp         | :‑p :p         | :‑Þ :Þ         | :‑þ :þ         | :‑b :b         | d:             | =p             | >:P            | 😛😝😜🤑     | Thè lưỡi, táo bạo/vui tươi, thổi quả mâm xôi                           |
| :-/ :/         | :‑.            | >:\            | >:/            | :\             | =/             | =\             | :L             | =L             | :S             | 🫤🤔😕😟     | Hoài nghi, phiền toái, vô định, rụt rè, ngại ngùng                     |
| :‑\| :\|       | :‑\| :\|       | :‑\| :\|       | :‑\| :\|       | :‑\| :\|       | :‑\| :\|       | :‑\| :\|       | :‑\| :\|       | :‑\| :\|       | :‑\| :\|       | 😐😑         | Mặt lãnh cảm vô cảm, cạn lời                                           |
| :$             | ://) ://3      | ://) ://3      | ://) ://3      | ://) ://3      | ://) ://3      | ://) ://3      | ://) ://3      | ://) ://3      | ://) ://3      | 😳😞😖       | Lúng túng, đỏ mặt                                                      |
| :‑X :X         | :‑# :#         | :‑& :&         | :‑& :&         | :‑& :&         | :‑& :&         | :‑& :&         | :‑& :&         | :‑& :&         | :‑& :&         | 🤐😶         | Khoá môi, đeo niềng, khoá lưỡi                                         |
| O:‑) O:)       | 0:‑3 0:3       | 0:‑) 0:)       | 0;^)           | 0;^)           | 0;^)           | 0;^)           | 0;^)           | 0;^)           | 0;^)           | 😇👼         | Thiên thần, vòng hào quang, thần thánh, ngây thơ                       |
| >:‑) >:)       | }:‑) }:)       | 3:‑) 3:)       | >;‑) >;)       | >:3 ;3         | >:3 ;3         | >:3 ;3         | >:3 ;3         | >:3 ;3         | >:3 ;3         | 😈           | Ác độc, quỷ quyệt                                                      |
| \|;‑)          | \|‑O           | B-)            | B-)            | B-)            | B-)            | B-)            | B-)            | B-)            | B-)            | 😎😪         | Cool ngầu, chán chường, ngáp                                           |
| :‑J            | :‑J            | :‑J            | :‑J            | :‑J            | :‑J            | :‑J            | :‑J            | :‑J            | :‑J            | 😏😒         | Tongue-in-cheek (lưỡi trong má, thành ngữ phương Tây có nghĩa mỉa mai) |
| #‑)            | #‑)            | #‑)            | #‑)            | #‑)            | #‑)            | #‑)            | #‑)            | #‑)            | #‑)            |              | Mở tiệc suốt đêm                                                       |
| %‑) %)         | %‑) %)         | %‑) %)         | %‑) %)         | %‑) %)         | %‑) %)         | %‑) %)         | %‑) %)         | %‑) %)         | %‑) %)         | 😵😵‍💫😕🤕     | Say xỉn, bối rối                                                       |
| :‑###.. :###.. | :‑###.. :###.. | :‑###.. :###.. | :‑###.. :###.. | :‑###.. :###.. | :‑###.. :###.. | :‑###.. :###.. | :‑###.. :###.. | :‑###.. :###.. | :‑###.. :###.. | 🤒😷🤢       | Bị bệnh                                                                |
| <:‑\|          | <:‑\|          | <:‑\|          | <:‑\|          | <:‑\|          | <:‑\|          | <:‑\|          | <:‑\|          | <:‑\|          | <:‑\|          |              | Ngốc nghếch, ngờ nghệch                                                |
| ',:-\|         | ',:-l          | ',:-l          | ',:-l          | ',:-l          | ',:-l          | ',:-l          | ',:-l          | ',:-l          | ',:-l          | 🤨           | Hoài nghi, không tin, không công nhận                                  |
| :E             | :E             | :E             | :E             | :E             | :E             | :E             | :E             | :E             | :E             | 😬           | Nhăn nhó, lo lắng, ngượng ngại                                         |
| 8-X            | 8=X            | x-3            | x=3            | x=3            | x=3            | x=3            | x=3            | x=3            | x=3            | ☠️💀🏴‍☠️       | Đầu lâu xương chéo                                                     |
| ~:>            | ~:>            | ~:>            | ~:>            | ~:>            | ~:>            | ~:>            | ~:>            | ~:>            | ~:>            | 🐔🐓         | Con gà                                                                 |

| Biểu tượng | Biểu tượng | Biểu tượng | Biểu tượng | Biểu tượng | Biểu tượng | Emoji | Ý nghĩa              |
| ---------- | ---------- | ---------- | ---------- | ---------- | ---------- | ----- | -------------------- |
| @};-       | @}->--     | @}‑;‑'‑‑‑  | @>‑‑>‑‑    | @>‑‑>‑‑    | @>‑‑>‑‑    | 🌹    | Hoa hồng             |
| 8====D     | 8===D      | 8=D        | 3=D        | 8=>        | 8===D~~~   |       | Dương vật, Xuất tinh |
| 5:‑)       | 5:‑)       | 5:‑)       | 5:‑)       | 5:‑)       | 5:‑)       |       | Elvis Presley        |
| *<\|:‑)    | *<\|:‑)    | *<\|:‑)    | *<\|:‑)    | *<\|:‑)    | *<\|:‑)    | 🎅    | Santa Claus          |
| ~(_8^(I)   | ~(_8^(I)   | ~(_8^(I)   | ~(_8^(I)   | ~(_8^(I)   | ~(_8^(I)   |       | Homer Simpson        |
| =:o]       | =:o]       | =:o]       | =:o]       | =:o]       | =:o]       |       | Bill Clinton         |
| 7:^]       | ,:‑)       | ,:‑)       | ,:‑)       | ,:‑)       | ,:‑)       |       | Ronald Reagan        |
| </3        | <\3        | <\3        | <\3        | <\3        | <\3        | 💔    | Thất tình            |
| <3         | <3         | <3         | <3         | <3         | <3         | ❤️    | Hình trái tim        |

| Biểu tượng            | Biểu tượng            | Biểu tượng            | Biểu tượng            | Biểu tượng            | Emoji  | Ý nghĩa                                                       |
| --------------------- | --------------------- | --------------------- | --------------------- | --------------------- | ------ | ------------------------------------------------------------- |
| ><>                   | <><                   | <><                   | <*)))‑{               | ><(((*>               | 🐟🐠   | Con cá, thứ gì đó đáng nghi ngờ, cá Ki-tô giáo                |
| \o/                   | \o/                   | \o/                   | \o/                   | \o/                   | 🍻     | Chúc mừng "Yay, yay."                                         |
| *\0/*                 | *\0/*                 | *\0/*                 | *\0/*                 | *\0/*                 |        | Cổ vũ viên                                                    |
| o7                    | o7                    | o7                    | o7                    | o7                    | 🫡     | Chào thủ trưởng                                               |
| //0‑0\\               | //0‑0\\               | //0‑0\\               | //0‑0\\               | //0‑0\\               |        | John Lennon                                                   |
| (V) (;,,;) (V)        | (V)(°,,°)(V)          | (V)(°,,°)(V)          | (V)(°,,°)(V)          | (V)(°,,°)(V)          |        | Zoidberg                                                      |
| v.v                   | ._.                   | ._.;                  | ._.;                  | ._.;                  | 😔     | Buồn bã, mất tinh thần, kinh tởm                              |
| QQ                    | qq                    | Qq                    | Qq                    | Qq                    | 🥺😭😢 | Khóc lóc                                                      |
| X_X x_x               | +_+                   | X_x x_X               | X_x x_X               | X_x x_X               | 😵☠️   | Người chết, ngất xỉu                                          |
| <_<                   | >_>                   | <.<                   | >.>                   | >.>                   |        | Nhìn xéo. Xấu xa hay tội lỗi.                                 |
| O_O o_o               | O-O o‑o               | O_o                   | o_O                   | o_O                   | 😳     | Ngạc nhiên, bị sốc, ngái ngủ                                  |
| >.<                   | >.<                   | >_<                   | >_<                   | >_<                   | 😣     | Hoài nghi, bị làm phiền, bất định, không thoải mái, ngại ngần |
| ^5                    | o/\o                  | >_>^ ^<_<             | >_>^ ^<_<             | >_>^ ^<_<             |        | High five                                                     |
| V.v.V                 | V=(° °)=V             | V=(° °)=V             | V=(° °)=V             | V=(° °)=V             | 🦀🦞   | Con cua, Tôm hùm                                              |
| (^^^)                 | (^^^)                 | (^^^)                 | (^^^)                 | (^^^)                 | 🦈     | Cá mập                                                        |
| \|-o-\| [-o-] \|-o-\| | \|-o-\| [-o-] \|-o-\| | \|-o-\| [-o-] \|-o-\| | \|-o-\| [-o-] \|-o-\| | \|-o-\| [-o-] \|-o-\| |        | Ba chiếc TIE fighter (từ phim Star Wars)                      |
| (::[]::)              | (::[]::)              | (::[]::)              | (::[]::)              | (::[]::)              | 🩹🤕❤️‍🩹 | Băng bó                                                       |
| (o)(o)                | ( • )( • )            | ( • )( • )            | ( • )( • )            | ( • )( • )            |        | Vú                                                            |

| Biểu tượng | Biểu tượng | Biểu tượng  | Biểu tượng  | Emoji    | Ý nghĩa |
| ---------- | ---------- | ----------- | ----------- | -------- | --- |
| ӽd̲̅a̲̅r̲̅w̲̅i̲̅ɳ̲̅ᕗ   | Ӽd̲̅a̲̅r̲̅w̲̅i̲̅ɳ̲̅ᕗ   | ӽe̲̅v̲̅o̲̅l̲̅u̲̅t̲̅i̲̅o̲̅ɳ̲̅ᕗ | Ӽe̲̅v̲̅o̲̅l̲̅u̲̅t̲̅i̲̅o̲̅ɳ̲̅ᕗ | 🐟🐠     | Darwin fish/Evolution fish |
| [̲̅$̲̅(̲̅1̲̅)̲̅$̲̅]    | [̲̅$̲̅(̲̅5̲̅)̲̅$̲̅]    | [̲̅$̲̅(̲̅1̲̅0̲̅)̲̅$̲̅]    | [̲̅$̲̅(̲̅ιοο̲̅)̲̅$̲̅]   | 💵💸     | Đồng Dollar |
| ( ͡° ͜ʖ ͡°)   | ( ͡° ͜ʖ ͡°)   | ( ͡° ͜ʖ ͡°)    | ( ͡° ͜ʖ ͡°)    | 😏       | Mặt "Lenny Face", được đặt tên và phổ biến trên diễn đàn 4chan. Được sử dụng chủ yếu để gợi ý hành vi nghịch ngợm, ngụ ý liên quan đến tình dục hoặc một ẩn ý nào đó đằng sau một câu nói hoặc được dán đi dán lại để spam các cuộc thảo luận trực tuyến. |
| ヽ༼ຈل͜ຈ༽ﾉ   | ヽ༼ຈل͜ຈ༽ﾉ   | ヽ༼ຈل͜ຈ༽ﾉ    | ヽ༼ຈل͜ຈ༽ﾉ    |          | "Raise Your Dongers", một loại meme bắt nguồn từ Twitch, ý nghĩa không xác định |
| ಠ_ಠ        | ಠ__ಠ       | ಠ益ಠ        | ಠ益ಠ        | 😐😑🤨   | Cái nhìn bất mãn "Look of Disapproval" |
| ⎛⎝(•ⱅ•)⎠⎞  | ◥▅◤        | ◢▅◣         | ◢▅◣         | 🦇       | Con dơi |
| (๑ˇεˇ๑)    | (๑ˇεˇ๑)    | (๑ˇεˇ๑)     | (๑ˇεˇ๑)     | 😘       | Nụ hôn |
| (◕‿◕✿)     | (◕‿◕✿)     | (◕‿◕✿)      | (◕‿◕✿)      | 🙂🌸     | "Flower Girl", một nhân vật với một nụ hoa cài trên đầu |
| ( ༎ຶ ۝ ༎ຶ )   | ( ༎ຶ ۝ ༎ຶ )   | ( ༎ຶ ۝ ༎ຶ )    | ( ༎ຶ ۝ ༎ຶ )    | 😭       | Khóc lóc |
| (=ʘᆽʘ=)∫    | ฅ(^•ﻌ•^ฅ)  | ฅ(^•ﻌ•^ฅ)   | ฅ(^•ﻌ•^ฅ)   | 🐱       | Con mèo |
| ʕ •ᴥ•ʔ     | ʕ ·(エ)· ʔ | ʕ – ㉨ – ʔ  | ⊂(￣(ｴ)￣)⊃ | 🐻🧸🐻‍❄️🐼 | Con gấu |

## Phương Đông
Các biểu tượng cảm xúc phương Đông thường không được xoay theo chiều ngang và có thể bao gồm các ký tự phi Latinh để tăng thêm độ phức tạp. Những biểu tượng cảm xúc này lần đầu tiên xuất hiện tại Nhật Bản, nơi chúng được gọi là các kaomoji (nghĩa đen là "ký tự khuôn mặt").
Hình thức cơ bản bao gồm một chuỗi dấu ngoặc tròn mở, ký tự cho mắt trái, ký tự cho miệng hoặc mũi, ký tự cho mắt phải và dấu ngoặc tròn đóng. Các dấu ngoặc đơn thường được bỏ qua đối với kaomoji nổi tiếng thông dụng. Phần miệng/mũi cũng có thể bị lược bỏ nếu như đôi mắt đóng vai trò quan trọng hơn nhiều.
Hầu hết các ký tự Đông Á thường được viết trong một hình vuông vô hình với chiều rộng cố định. Mặc dù cũng có lịch sử về các ký tự bán giác, nhưng nhiều phông chữ Nhật Bản, Hàn Quốc và Trung Quốc bao gồm các thể có độ rộng toàn giác cho các chữ cái trong bảng ký tự La Mã cơ bản, bao gồm cả các chữ số và dấu câu như trong ASCII Hoa Kỳ. Các dạng thể có chiều rộng cố định này cũng có sẵn ở dạng Unicode. Chủ yếu tùy thuộc vào chế độ nhập có sẵn, kaomoji có thể sử dụng các loại ký tự phương Tây này, nhưng hầu như không bao giờ dựa vào bất kỳ chiều rộng cụ thể nào để có thể nhận biết được.
| Biểu tượng                                                                                          | Emoji                | Ý nghĩa |
| --------------------------------------------------------------------------------------------------- | -------------------- | --- |
| (>_<)(>_<)>(>w<)                                                                                    | 😣😖                 | Cảm thấy khúc mắc |
| (';')                                                                                               | 👶                   | Em bé |
| (^^ゞ(^_^;)(-_-;)(~_~;) (・.・;)(・_・;)(・・;) ^^;^_^;(#^.^#)(^^;)                                 | 😅😳😓😥             | Lo lắng, bàng hoàng, bối rối, ngại ngùng, toát mồ hôi |
| (⁄ ⁄•⁄ω⁄•⁄ ⁄)                                                                                       | 😳                   | Xấu hổ, đỏ mặt |
| (^.^)y-.o○(-.-)y-°°°                                                                                | 🚬                   | Hút thuốc |
| (-_-)zzz                                                                                            | 😴💤                 | Ngủ |
| (^_-)(^_-)-☆                                                                                        | 😉😜                 | Nháy mắt |
| ((+_+))(+o+)(°°)(°-°) (°.°)(°_°)(°_°>)(°レ°)                                                        | 😕😶😵🙄             | Không thể hiểu được |
| (o\|o)                                                                                              |                      | Ultraman |
| <(｀^´)>                                                                                            |                      | — |
| ^_^(°o°)(^_^)/(^O^)／(^o^)／(^^)/ (≧∇≦)/(/◕ヮ◕)/(^o^)丿∩(·ω·)∩(·ω·)^ω^                              | 😀😅😆😃😄🙌         | Mừng rỡ |
| (__)_(._.)__(_^_)_<(_ _)> <m(__)m>m(__)mm(_ _)m                                                     | 🙇                   | Khấu đầu như một cử chỉ tôn trọng, hoặc dogeza để tạ lỗi |
| (凸ಠ益ಠ)凸                                                                                          | 🖕                   | Ngón giữa |
| ＼(°ロ＼)(／ロ°)／                                                                                  | 🤔                   | Thắc mắc |
| ('_')(/_;)(T_T) (;_;)(;_;(;_:)(;O;)(:_;)(ToT)(Ｔ▽Ｔ) ;_;;-;;n;;;Q.QT.TTnTQQQ_Q                      | 😭😢                 | Buồn, khóc |
| (ー_ー)!!(-.-)(-_-)(一一)(；一_一)                                                                  | 😒😩😑😞😔           | Xấu hổ |
| (=_=)                                                                                               | 😫😩😪               | Mệt mỏi |
| (=^・^=)(=^・・^=)=^_^=                                                                             | 😺😸😹😻😼😽🙀😿😾🐱 | Con mèo |
| (..)(._.)                                                                                           | 🙍😔                 | Nhìn xuống nhằm buồn bã hoặc chán chường |
| ^m^                                                                                                 | 🤭                   | Cười khúc khích với tay che miệng |
| (・・?(?_?)                                                                                         | 😕😵                 | Bối rối |
| (－‸ლ)                                                                                              | 🤦                   | Tay che mặt (thất vọng, không còn gì để nói) |
| >^_^<<^!^>^/^（*^_^*）§^.^§(^<^) (^.^)(^ム^)(^·^)(^.^)(^_^.)(^_^)(^^) (^J^)(*^.^*)^_^(#^.^#)（^—^） | 😃😄☺️😁😀😍         | Cười bình thường |
| (^^)/~~~(^_^)/~(;_;)/~~~(^.^)/~~~(-_-)/~~~ ($··)/~~~(@^^)/~~~(T_T)/~~~(ToT)/~~~                     | 👋                   | Vẫy tay |
| (V)o￥o(V)                                                                                          | 👽👾                 | Alien Baltan |
| ＼(~o~)／＼(^o^)／＼(-o-)／ ヽ(^。^)ノヽ(^o^)丿(*^0^*)                                              | 😍😀🙌💃             | Hứng thú phấn khích |
| (*_*)(*_*;(+_+) (@_@)(@_@。(＠_＠;)＼(◎o◎)／！                                                      | 😍                   | Ngạc nhiên |
| !(^^)!                                                                                              |                      | — |
| (*^^)v(^^)v(^_^)v（'-'*) (＾ｖ＾)(＾▽＾)(・∀・)(´∀`)(⌒▽⌒）                                          | 😂✌️                 | Cười lớn, vui vẻ động viên |
| ＼(^o^)／\(^o^)/                                                                                    |                      | Tuyệt vọng |
| (~o~)(~_~)                                                                                          | 😔😒😏               | — |
| (^^ゞ                                                                                               | 😙😚                 | — |
| ˊ＿>ˋ                                                                                               |                      | Bình tĩnh |
| (p_-)(-_q)                                                                                          | 🧐                   | — |
| ((d[-_-]b))                                                                                         | 🎧                   | Tai nghe, nghe nhạc |
| (-"-)(ーー゛)(^_^メ)(-_-メ)(~_~メ)(－－〆) (・へ・)(｀´)<`～´><`ヘ´>(ーー;)                         | 😟😓😬               | Đắn đo |
| (^0_0^)                                                                                             | 🤓😎                 | Mắt kính |
| ( ..)φφ(..)                                                                                         | ✍️📝                 | Ghi chép |
| (●＾o＾●)(＾ｖ＾)(＾ｕ＾)(＾◇＾) ( ^)o(^ )(^O^)(^o^)(^○^))^o^( (*^▽^*)(✿◠‿◠)                        | 😀😁😆😅😃😄         | Hạnh phúc |
| (￣ー￣)                                                                                            | 😁                   | Toe toét, nhe nhởn |
| (￣□￣;)°o°°O°:O o_Oo_0o.O(o.o)oO                                                                   | 😲😮😯               | Ngạc nhiên |
| (*´▽｀*)(*°∀°)=3                                                                                    |                      | Say mê |
| ᕕ( ᐛ )ᕗ                                                                                             | 💃🕺                 | Nhảy múa, vẩy tay tới lui, "Happy Gary" |
| （ ﾟ Дﾟ)(°◇°)                                                                                       | 😨😱😮😲             | Bị sốc, ngạc nhiên |
| (*￣m￣)                                                                                            | 😬😠😡               | Bất mãn |
| ヽ(´ー｀)┌¯\_(ツ)_/¯¯\(°_o)/¯                                                                       | 🤷                   | Nhẹ nhàng, nhún vai |
| (´･ω･`)('A`)                                                                                        |                      | Bị hắt hủi, bị tắt hứng |
| (づ￣ ³￣)づ                                                                                        | 🫂😙                 | Ôm ấp/vươn ra và hôn hít |
| (*^3^)/~☆                                                                                           | 😘😚😙😗             | Hôn gió |
| .....φ(・∀・＊)                                                                                     |                      | Học hành là tốt |
| (-_-) zzz(︶｡︶✽)                                                                                   | 😴💤                 | Ngủ |
| uwuUwU                                                                                              | 😌                   | Vui mừng hoặc dễ thương |
| OWOOwO                                                                                              |                      | Liên quan đến phản ứng đáp trả, "cái gì thế này?". Cũng có thể được dùng để biểu thị sự dễ thương, tò mò hoặc bối rối, đôi khi còn gắn liền với cộng đồng furry. |
| 囧                                                                                                  | 😩😫                 | Phiền muộn. Jiong, một ký tự chữ Hán có nghĩa là có nghĩa là "cửa sổ có hoa văn", hiện nay lại được sử dụng thành biểu tượng cảm xúc tượng hình.                 |

| Biểu tượng                                                                    | Emoji          | Ý nghĩa |
| ----------------------------------------------------------------------------- | -------------- | --- |
| .o○○o.                                                                        | 🫧             | Bong bóng |
| ( ^^)_U~~( ^^)_旦~~                                                           | 🍵☕️           | Tách trà |
| ☆彡☆ミ                                                                        | 🌠☄️💫🌟       | Sao băng |
| >°)))彡(Q))><ヨヨ (°))<<>°))))彡<°)))彡>°))彡 <+))><<<*))>=<                  | 🐠🐟🐡🦈🐬🐳🐋 | Con cá |
| <コ:彡 Ｃ:.ミ                                                                 | 🦑🐙           | Con mực, bạch tuộc |
| ~>°)～～～                                                                    | 🐍             | Con rắn |
| ～°·_·°～                                                                     | 🦇             | Con dơi |
| (°°)～                                                                        |                | Nòng nọc |
| ●～*                                                                          | 💣🧨           | Quả bom |
| ￣\|○STOOTZOTLorz囧rz                                                         |                | Tuyệt vọng. Các chữ cái "O" thể hiện hình cái đầu trên mặt đất, chữ "T" hoặc chữ "r" làm thành hình thân mình, và chữ "S" hoặc "z" làm thành cái chân. |
| (╯°□°）╯︵ ┻━┻┬──┬ ¯\_(ツ) ┻━┻︵ヽ(`Д´)ﾉ︵ ┻━┻┬─┬ノ( º _ ºノ) (ノಠ益ಠ)ノ彡┻━┻ |                | Lật bàn |
| :3ミ                                                                          |                | — |

## Biểu tượng cảm xúc 2channel
Một số biểu tượng cảm xúc phương Đông ban đầu được phát triển trên trang thảo luận của diễn đàn 2channel Nhật Bản. Một vài trong số này có độ rộng lớn hơn (được tạo thành từ nhiều ký tự) hơn kaomoji thông thường hoặc trải dài trên nhiều dòng văn bản. Nhiều người sử dụng các ký tự từ các bộ ký tự khác ngoài tiếng Nhật và tiếng Latin.
| Biểu tượng                             | Ý nghĩa |
| -------------------------------------- | --- |
| m(_ _)m                                | Khấu đầu như một cử chỉ tôn trọng, hoặc dogeza để tạ lỗi |
| (´･ω･`)                                | Nhẹ nhàng hoặc tắt hứng |
| (`･ω･´)                                | Cảm thấy vui tươi hoạt bát |
| (｀-´)>                                | Chào thủ trưởng |
| (´；ω；`)                              | Vô cùng phiền muộn |
| ヽ(´ー｀)ﾉ                             | Bình yên tâm trí |
| ヽ(`Д´)ﾉ                               | Cáu kỉnh |
| (＃ﾟДﾟ)                                | Giận dữ |
| （ ´Д｀）                              | La hét hoặc thở hổn hển |
| （ ﾟДﾟ）                               | Ngạc nhiên, hoặc to mồm |
| ┐('～`；)┌                             | Không biết câu trả lời |
| （´∀｀）                               | Bàng quan vô lo |
| （ ´_ゝ`）                             | Lãnh cảm |
| Σ(゜д゜;)                              | Bị sốc |
| ( ﾟヮﾟ)                                | Hạnh phúc, sôi nổi |
| ⊂二二二（＾ω＾）二⊃                    | "Bu-n", vô tư hưng phấn, dang rộng cánh tay khi chạy/bay cao |
| (((( ；ﾟДﾟ)))                          | Ma quái |
| Σ(ﾟДﾟ)                                 | Vô cùng ngạc nhiên |
| ( ´∀｀)σ)∀`)                           | Vuốt má ai đó |
| ( ﾟдﾟ)                                 | Ngạc nhiên |
| (´ー`)y-~~                             | Hút thuốc |
| （ ^_^）o自自o（^_^ ）                 | "Cụng ly" |
| m9(・∀・)                              | Khoảnh khắc bất chợt nhận ra |
| ヽ(´ー`)人(´∇｀)人(`Д´)ノ              | Thân thiện |
| ('A`)                                  | Cô đơn |
| （ ´,_ゝ`)                             | Trầm kẽm, không thoả mãn (dựa trên sự bàng quan) |
| （´-`）.｡oO( ... )                     | Suy ngẫm |
| (ﾟДﾟ;≡;ﾟДﾟ)                            | Mất bình tĩnh |
| ( ´д)ﾋｿ(´Д｀)ﾋｿ(Д｀)                   | Thì thầm |
| （･∀･)つ⑩                              | Mang theo tiền |
| ⊂（ﾟДﾟ⊂⌒｀つ≡≡≡(´⌒;;;≡≡≡               | Trượt đi bằng bụng, "whooaaa!!!" |
| (ﾟдﾟ)                                  | Không tiên đoán được |
| (ﾟ⊿ﾟ)                                  | "Tôi không cần nó" |
| щ(ﾟДﾟщ) (屮ﾟДﾟ)屮                      | Làm ơn nào |
| （・∀・）                              | Mỉa mai, "tốt" |
| （・Ａ・）                             | "Nó thật là tệ" |
| (ﾟ∀ﾟ)                                  | Ngớ ngẩn, lang thang khắp nơi, "A-HYA!" |
| （ つ Д ｀）                           | Buồn rầu |
| エェェ(´д｀)ェェエ                     | Không thuyết phục |
| (￣ー￣)                               | Nhân vật Simper, Snorlax (Pokemon) |
| [ﾟдﾟ]                                  | Deflagged |
| ♪┏(・o･)┛♪┗ ( ･o･) ┓                   | Biểu hiện hạnh phúc, nhảy theo điệu nhạc |
| d(*⌒▽⌒*)b                              | Biểu hiện hạnh phúc |
| ＿\|￣\|○                              | Bỏ cuộc. Tuyệt vọng. Các chữ cái "O" thể hiện hình cái đầu trên mặt đất, chữ "T" hoặc chữ "r" làm thành hình thân mình, và chữ "S" hoặc "z" làm thành cái chân. |
| STO                                    | Bỏ cuộc. Tuyệt vọng. Các chữ cái "O" thể hiện hình cái đầu trên mặt đất, chữ "T" hoặc chữ "r" làm thành hình thân mình, và chữ "S" hoặc "z" làm thành cái chân. |
| OTZ                                    | Bỏ cuộc. Tuyệt vọng. Các chữ cái "O" thể hiện hình cái đầu trên mặt đất, chữ "T" hoặc chữ "r" làm thành hình thân mình, và chữ "S" hoặc "z" làm thành cái chân. |
| OTL                                    | Bỏ cuộc. Tuyệt vọng. Các chữ cái "O" thể hiện hình cái đầu trên mặt đất, chữ "T" hoặc chữ "r" làm thành hình thân mình, và chữ "S" hoặc "z" làm thành cái chân. |
| (╬ ಠ益ಠ)                               | Cực kỳ ghê tởm, có ý sử dụng như một cái nhăn mặt cường điệu |
| (≧ロ≦)                                 | Hò hét |
| (ΘεΘ;)                                 | Giả vờ như không để ý, ngủ quên vì buồn chán |
| ＼\| ￣ヘ￣\|／＿＿＿＿＿＿＿θ☆( *o*)/ | Đá bay |
| ┌(；`～,)┐                             | Bối rối vụng về |
| ε=ε=ε=┌(;*´Д`)ﾉ                        | Chạy |
| ヽ(´▽`)/                               | Hạnh phúc |
| ^ㅂ^                                   | Hạnh phúc |
| (l'o'l)                                | Bị sốc |
| ヽ(ｏ`皿′ｏ)ﾉ                          | Cực kỳ giận dữ |
| (☞ﾟヮﾟ)☞                               | "Làm nó đi" |
| ☜(ﾟヮﾟ☜)                               | "Làm nó đi" |
| ☜(⌒▽⌒)☞                                | Thiên thần |

| Biểu tượng                                               | Ý nghĩa                                                                                        |
| -------------------------------------------------------- | ---------------------------------------------------------------------------------------------- |
| キタ━━━(゜∀゜)━━━!!!!!                                   | "It's here", Kitaa!, sự hứng khởi khi điều gì đó xảy ra hoặc xuất hiện hoặc "Tôi tới rồi đây". |
| ｷﾀﾜァ*･゜ﾟ･*:.｡..｡.:*･゜(n'∀')ηﾟ･*:.｡. .｡.:*･゜ﾟ･* !!!!! | Phiên bản nữ tính của "Nó ở đây".                                                              |
| (*´Д`)ﾊｧﾊｧ                                               | Khuấy động sự gợi tình, haa haa                                                                |
| ( ´Д｀)ﾉ(´･ω･`) ﾅﾃﾞﾅﾃﾞ                                   | Vỗ về, nade nade                                                                               |
| (*ﾟﾉOﾟ)<ｵｵｵｵｫｫｫｫｫｫｫｰｰｰｰｰｲ!                               | Gào thét, "Ooooi!"                                                                             |
| ( ﾟ∀ﾟ)ｱﾊﾊ八八ﾉヽﾉヽﾉヽﾉ ＼ / ＼/ ＼                      | Cười độc địa (nghĩa thô ahahaHAHA...)                                                          |
| （・∀・ ）ヾ(- -；)コラコラ                              | Đổ lỗi "nào nào"                                                                               |
| お(^o^)や(^O^)す(^｡^)みぃ(^-^)ﾉﾞ                         | Kana ghi là "O ya su mi" có nghĩa là "Chúc ngủ ngon" hoặc "Ngủ ngon"                           |

| Biểu tượng                               | Ý nghĩa                                              |
| ---------------------------------------- | ---------------------------------------------------- |
| <`∀´>                                    | Ký tự nhân vật người Hàn Quốc khuôn mẫu (Nidā)       |
| <丶｀∀´>                                 | Ký tự nhân vật người Hàn Quốc khuôn mẫu (Nidā)       |
| ［(★)］ <丶´Д｀>                         | Ký tự nhân vật người Bắc Triều Tiên khuôn mẫu (Kigā) |
| ∧＿∧ （；´Д｀）                          | Ký tự nhân vật người Nhật Bản khuôn mẫu (Monā)       |
| ∧∧ ／中＼ （｀ハ´）                      | Ký tự nhân vật người Trung Quốc khuôn mẫu (Sinā)     |
| ∧∧ ／台＼ （＾∀＾）                      | Ký tự nhân vật người Đài Loan khuôn mẫu (Wanā)       |
| ∧∧ ／ 越 ＼ （ ・∀・ ）                  | Ký tự nhân vật người Việt Nam khuôn mẫu (Venā)       |
| γ~三ヽ (三彡０ﾐ) （ ´∀｀）               | Ký tự nhân vật người Ấn Độ khuôn mẫu (Monastē)       |
| \|￣￣\| ＿☆☆☆＿ （ ´_⊃｀）              | Ký tự nhân vật người Mỹ khuôn mẫu (Samū)             |
| ┏━┓ ━━━━━━ ﾐΘc_Θ-ﾐ                       | Ký tự nhân vật người Do Thái khuôn mẫu (Yudā)        |
| ＿＿ │〓.│ ━━━━━ ﾐ ´_＞｀）              | Ký tự nhân vật người Anh khuôn mẫu (Jakū)            |
| ____ （〓__＞ ξ ・_>・）                 | Ký tự nhân vật người Pháp khuôn mẫu (Torirī)         |
| _、,_ ﾐ _⊃）                             | Ký tự nhân vật người Đức khuôn mẫu (Gerumandamu)     |
| ≡≡彡 彡 ´_)｀ ）                         | Ký tự nhân vật người Áo khuôn mẫu (Osutō)            |
| ,,,,,,,,,,,,,,, ﾐ,,,☆;;;;;,ﾐ （｀c_ ´ ） | Ký tự nhân vật người Nga khuôn mẫu (Rosukī)          |
| _γ⌒ヽ_ lXXXXXXXXl （ ´ｍ｀）             | Ký tự nhân vật người Mexico khuôn mẫu (Amīgo)        |
| _ <(o0o)> (>ミ - ミ )>                   | Ký tự nhân vật người Ba Tư khuôn mẫu (jujø)          |

## Ký tự Unicode
Có nhiều biểu tượng cảm xúc được bao gồm sẵn dưới dạng các ký tự trong bảng mã Unicode tiêu chuẩn, trong bảng mã các Biểu tượng linh tinh, bảng các Biểu tượng cảm xúc, và bảng Ký hiệu và chữ tượng hình bổ sung.
| Bảng mã các Biểu tượng linh tinh (một phần)[1][2][3] Bảng mã Unicode Consortium chính thức (PDF) |    |    |    |    |    |    |   |   |    |    |    |    |    |    |    |    |
| | 0  | 1  | 2  | 3  | 4  | 5  | 6 | 7 | 8  | 9  | A  | B  | C  | D  | E  | F  |
| U+260x | ☀  | ☁  | ☂  | ☃  | ☄  | ★  | ☆ | ☇ | ☈  | ☉  | ☊  | ☋  | ☌  | ☍  | ☎  | ☏  |
| U+261x | ☐  | ☑  | ☒  | ☓  | ☔ | ☕ | ☖ | ☗ | ☘  | ☙  | ☚  | ☛  | ☜  | ☝  | ☞  | ☟  |
| U+262x | ☠  | ☡  | ☢  | ☣  | ☤  | ☥  | ☦ | ☧ | ☨  | ☩  | ☪  | ☫  | ☬  | ☭  | ☮  | ☯  |
| U+263x | ☰  | ☱  | ☲  | ☳  | ☴  | ☵  | ☶ | ☷ | ☸  | ☹  | ☺  | ☻  | ☼  | ☽  | ☾  | ☿  |
| U+264x | ♀  | ♁  | ♂  | ♃  | ♄  | ♅  | ♆ | ♇ | ♈ | ♉ | ♊ | ♋ | ♌ | ♍ | ♎ | ♏ |
| U+265x | ♐ | ♑ | ♒ | ♓ | ♔  | ♕  | ♖ | ♗ | ♘  | ♙  | ♚  | ♛  | ♜  | ♝  | ♞  | ♟  |
| U+266x | ♠  | ♡  | ♢  | ♣  | ♤  | ♥  | ♦ | ♧ | ♨  | ♩  | ♪  | ♫  | ♬  | ♭  | ♮  | ♯  |
| U+267x | ♰  | ♱  | ♲  | ♳  | ♴  | ♵  | ♶ | ♷ | ♸  | ♹  | ♺  | ♻  | ♼  | ♽  | ♾  | ♿ |
| U+268x | ⚀  | ⚁  | ⚂  | ⚃  | ⚄  | ⚅  | ⚆ | ⚇ | ⚈  | ⚉  | ⚊  | ⚋  | ⚌  | ⚍  | ⚎  | ⚏  |
| U+269x | ⚐  | ⚑  | ⚒  | ⚓ | ⚔  | ⚕  | ⚖ | ⚗ | ⚘  | ⚙  | ⚚  | ⚛  | ⚜  | ⚝  | ⚞  | ⚟  |
| U+26Ax | ⚠  | ⚡ | ⚢  | ⚣  | ⚤  | ⚥  | ⚦ | ⚧ | ⚨  | ⚩  | ⚪ | ⚫ | ⚬  | ⚭  | ⚮  | ⚯  |
| U+26Bx | ⚰  | ⚱  | ⚲  | ⚳  | ⚴  | ⚵  | ⚶ | ⚷ | ⚸  | ⚹  | ⚺  | ⚻  | ⚼  | ⚽ | ⚾ | ⚿  |
| U+26Cx | ⛀  | ⛁  | ⛂  | ⛃  | ⛄ | ⛅ | ⛆ | ⛇ | ⛈  | ⛉  | ⛊  | ⛋  | ⛌  | ⛍  | ⛎ | ⛏  |
| U+26Dx | ⛐  | ⛑  | ⛒  | ⛓  | ⛔ | ⛕  | ⛖ | ⛗ | ⛘  | ⛙  | ⛚  | ⛛  | ⛜  | ⛝  | ⛞  | ⛟  |
| U+26Ex | ⛠  | ⛡  | ⛢  | ⛣  | ⛤  | ⛥  | ⛦ | ⛧ | ⛨  | ⛩  | ⛪ | ⛫  | ⛬  | ⛭  | ⛮  | ⛯  |
| U+26Fx | ⛰  | ⛱  | ⛲ | ⛳ | ⛴  | ⛵ | ⛶ | ⛷ | ⛸  | ⛹  | ⛺ | ⛻  | ⛼  | ⛽ | ⛾  | ⛿  |
| Ghi chú 1.^ Kể từ phiên bản Unicode 15.0 2.^ Các vùng trống biểu thị các điểm mã được gán cho các ký tự không phải biểu tượng cảm xúc 3.^ U+263A và U+263B được thừa hưởng từ trang mã 437 của Microsoft được giới thiệu năm 1981, mặc dù lấy nguồn cảm hứng từ các hệ thống lâu đời hơn |    |    |    |    |    |    |   |   |    |    |    |    |    |    |    |    |

| Bảng mã Unicode các biểu tượng cảm xúc Bảng mã Unicode Consortium chính thức: Các biểu tượng cảm xúc Phiên bản 13.0 |    |    |    |    |    |    |    |    |    |    |    |    |    |    |    |    |
| | 0  | 1  | 2  | 3  | 4  | 5  | 6  | 7  | 8  | 9  | A  | B  | C  | D  | E  | F  |
| U+1F60x | 😀 | 😁 | 😂 | 😃 | 😄 | 😅 | 😆 | 😇 | 😈 | 😉 | 😊 | 😋 | 😌 | 😍 | 😎 | 😏 |
| U+1F61x | 😐 | 😑 | 😒 | 😓 | 😔 | 😕 | 😖 | 😗 | 😘 | 😙 | 😚 | 😛 | 😜 | 😝 | 😞 | 😟 |
| U+1F62x | 😠 | 😡 | 😢 | 😣 | 😤 | 😥 | 😦 | 😧 | 😨 | 😩 | 😪 | 😫 | 😬 | 😭 | 😮 | 😯 |
| U+1F63x | 😰 | 😱 | 😲 | 😳 | 😴 | 😵 | 😶 | 😷 | 😸 | 😹 | 😺 | 😻 | 😼 | 😽 | 😾 | 😿 |
| U+1F64x | 🙀 | 🙁 | 🙂 | 🙃 | 🙄 | 🙅 | 🙆 | 🙇 | 🙈 | 🙉 | 🙊 | 🙋 | 🙌 | 🙍 | 🙎 | 🙏 |

| Các ký hiệu và tượng hình bổ sung (một phần)[1] Bảng mã Unicode Consortium chính thức (PDF) |    |    |    |    |    |    |    |    |    |    |    |    |    |    |    |    |
|                                                                                             | 0  | 1  | 2  | 3  | 4  | 5  | 6  | 7  | 8  | 9  | A  | B  | C  | D  | E  | F  |
| U+1F90x                                                                                     | 🤀  | 🤁  | 🤂  | 🤃  | 🤄  | 🤅  | 🤆  | 🤇  | 🤈  | 🤉  | 🤊  | 🤋  | 🤌 | 🤍 | 🤎 | 🤏 |
| U+1F91x                                                                                     | 🤐 | 🤑 | 🤒 | 🤓 | 🤔 | 🤕 | 🤖 | 🤗 | 🤘 | 🤙 | 🤚 | 🤛 | 🤜 | 🤝 | 🤞 | 🤟 |
| U+1F92x                                                                                     | 🤠 | 🤡 | 🤢 | 🤣 | 🤤 | 🤥 | 🤦 | 🤧 | 🤨 | 🤩 | 🤪 | 🤫 | 🤬 | 🤭 | 🤮 | 🤯 |
| U+1F93x                                                                                     | 🤰 | 🤱 | 🤲 | 🤳 | 🤴 | 🤵 | 🤶 | 🤷 | 🤸 | 🤹 | 🤺 | 🤻  | 🤼 | 🤽 | 🤾 | 🤿 |
| U+1F94x                                                                                     | 🥀 | 🥁 | 🥂 | 🥃 | 🥄 | 🥅 | 🥆  | 🥇 | 🥈 | 🥉 | 🥊 | 🥋 | 🥌 | 🥍 | 🥎 | 🥏 |
| U+1F95x                                                                                     | 🥐 | 🥑 | 🥒 | 🥓 | 🥔 | 🥕 | 🥖 | 🥗 | 🥘 | 🥙 | 🥚 | 🥛 | 🥜 | 🥝 | 🥞 | 🥟 |
| U+1F96x                                                                                     | 🥠 | 🥡 | 🥢 | 🥣 | 🥤 | 🥥 | 🥦 | 🥧 | 🥨 | 🥩 | 🥪 | 🥫 | 🥬 | 🥭 | 🥮 | 🥯 |
| U+1F97x                                                                                     | 🥰 | 🥱 | 🥲 | 🥳 | 🥴 | 🥵 | 🥶 | 🥷 | 🥸 | 🥹 | 🥺 | 🥻 | 🥼 | 🥽 | 🥾 | 🥿 |
| U+1F98x                                                                                     | 🦀 | 🦁 | 🦂 | 🦃 | 🦄 | 🦅 | 🦆 | 🦇 | 🦈 | 🦉 | 🦊 | 🦋 | 🦌 | 🦍 | 🦎 | 🦏 |
| U+1F99x                                                                                     | 🦐 | 🦑 | 🦒 | 🦓 | 🦔 | 🦕 | 🦖 | 🦗 | 🦘 | 🦙 | 🦚 | 🦛 | 🦜 | 🦝 | 🦞 | 🦟 |
| U+1F9Ax                                                                                     | 🦠 | 🦡 | 🦢 | 🦣 | 🦤 | 🦥 | 🦦 | 🦧 | 🦨 | 🦩 | 🦪 | 🦫 | 🦬 | 🦭 | 🦮 | 🦯 |
| U+1F9Bx                                                                                     | 🦰 | 🦱 | 🦲 | 🦳 | 🦴 | 🦵 | 🦶 | 🦷 | 🦸 | 🦹 | 🦺 | 🦻 | 🦼 | 🦽 | 🦾 | 🦿 |
| U+1F9Cx                                                                                     | 🧀 | 🧁 | 🧂 | 🧃 | 🧄 | 🧅 | 🧆 | 🧇 | 🧈 | 🧉 | 🧊 | 🧋 | 🧌 | 🧍 | 🧎 | 🧏 |
| U+1F9Dx                                                                                     | 🧐 | 🧑 | 🧒 | 🧓 | 🧔 | 🧕 | 🧖 | 🧗 | 🧘 | 🧙 | 🧚 | 🧛 | 🧜 | 🧝 | 🧞 | 🧟 |
| U+1F9Ex                                                                                     | 🧠 | 🧡 | 🧢 | 🧣 | 🧤 | 🧥 | 🧦 | 🧧 | 🧨 | 🧩 | 🧪 | 🧫 | 🧬 | 🧭 | 🧮 | 🧯 |
| U+1F9Fx                                                                                     | 🧰 | 🧱 | 🧲 | 🧳 | 🧴 | 🧵 | 🧶 | 🧷 | 🧸 | 🧹 | 🧺 | 🧻 | 🧼 | 🧽 | 🧾 | 🧿 |
| Ghi chú 1.^ Kể từ phiên bản Unicode 15.0                                                    |    |    |    |    |    |    |    |    |    |    |    |    |    |    |    |    |